# Hajnówka
Pour les articles homonymes, voir Hajnówka (homonymie).
Hajnówka est une ville de Pologne. Elle est le chef-lieu du powiat de Hajnówka, dans la voïvodie de Podlachie, dans l'est du pays.
Hajnówka est situé près de la forêt de Białowieża et est traversé par la Leśna Prawa (en).